# Síndrome de queratitis-ictiosis-sordera
El síndrome KID (del inglés Keratitis–Ichthyosis–Deafness) o síndrome de queratitis ictiosis sordera, es una enfermedad muy rara de origen congénito que se caracteriza por lesiones en la córnea que provocan queratitis y ceguera, lesiones en la piel similares a la ictiosis y pérdida de audición o sordera. Otras manifestaciones consisten en aumento de la probabilidad de desarrollar determinados tipos de cáncer, como cáncer de lengua y cáncer de piel y a veces retraso del desarrollo mental causado por el déficit de capacidades sensoriales. El síndrome está provocado por una mutación en el gen GJB2 situado en el cromosoma 13, el cual codifica una proteína denominada conexina 26. Se han descrito a nivel mundial menos de 100 casos de esta enfermedad, la mayoría de ellos aparecen de forma esporádica, si bien el trastorno puede ser hereditario y transmitirse de padres a hijos según un patrón autosómico dominante, por lo cual los hijos de un paciente tienen un 50 % de probabilidades de desarrollar el mal.

## Subgrupos
- Síndrome de queratitis-ictiosis-sordera, autosómico dominante (KIDAD)
- Síndrome de queratitis-ictiosis-sordera, autosómico recesivo (KIDAR)
- Síndrome de ictiosis-sordera tipo Hystrix (HID)